# Ingeman Arbnor
Ingeman Arbnor (25 januari 1949) is een Zweeds bedrijfskundige en methodoloog, internationaal bekend door het boek Methodology for creating business knowledge uit 1997 geschreven samen met Björn Bjerke.
Arbnor studeerde economie aan de Universiteit van Lund, en schreef zijn doctoraalthese over zogenaamde klassieke methodologische heroriëntatie, begeleid door Björn Bjerke. Hij startte later een handelshuis en een instituut voor management opleiding, en is later verbonden als professor business development aan de Mid Sweden University in Östersund. Hij publiceerde zo'n 16 boeken, voornamelijk in het Zweeds. Zijn speciale onderzoeksinteresse gaat uit naar wat hij zelf zegt: "multimedia as the ultimate approach to allocating competence for the learning society". 